# Агератина железистая
Агера́тина бубенчиковая, или Агератина желе́зистая (лат. Agerátina adenóphora) — травянистое растение, вид рода Агератина семейства Сложноцветные (Compositae).
Первоначально распространённое в тропической Мексике, стало опасным инвазивным видом в Австралии, Юго-Восточной Азии, некоторых регионах Африки.

## Ботаническое описание

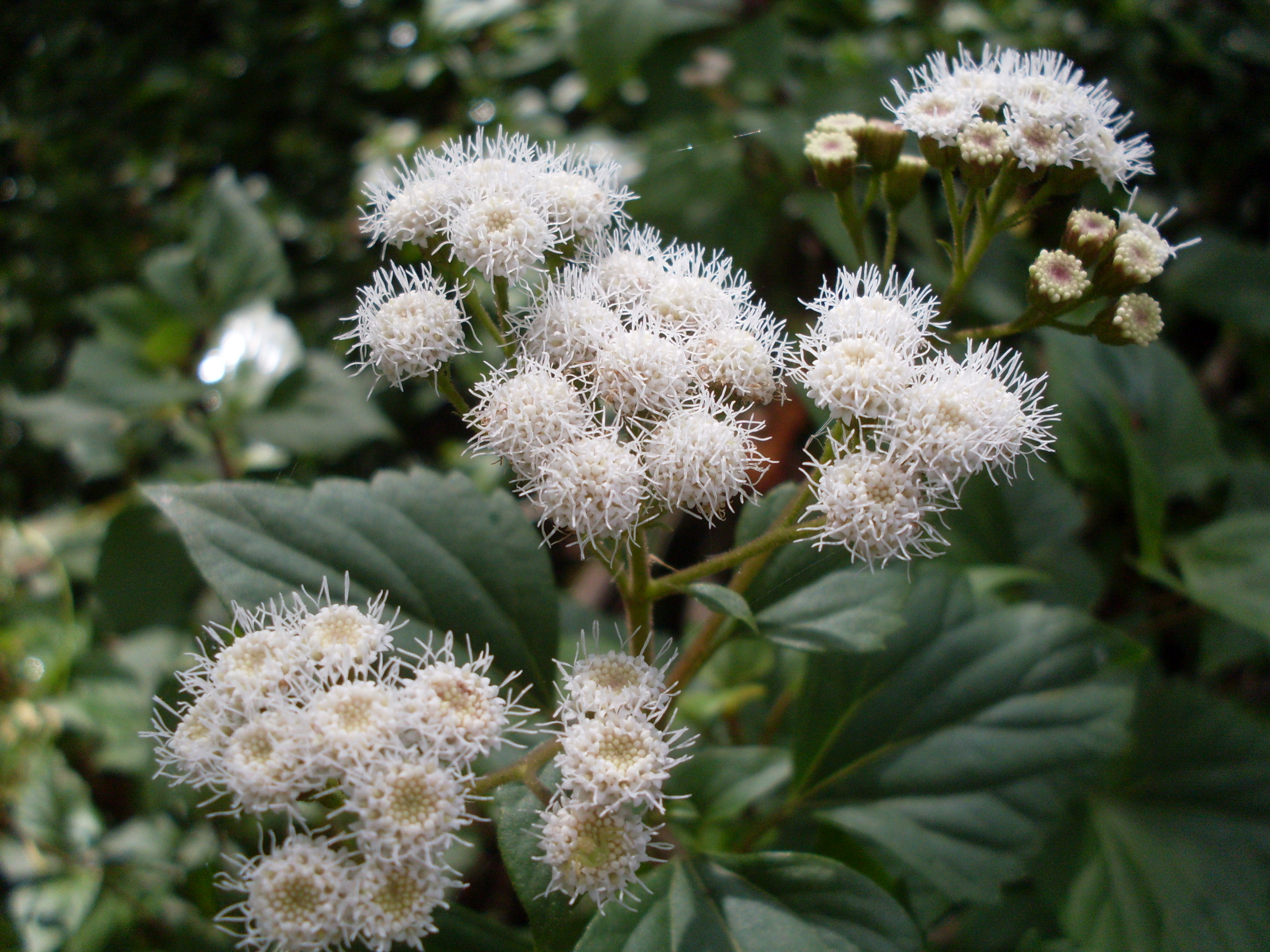
Корзинки крупным планом

Травянистое растение или полукустарник с многочисленными стеблями до 2 м высотой. Корневище укороченное, с жёлтой мякотью, боковые корни расходятся вокруг на метр, в глубину достигают 40 см. Стебли сиреневатые, цилиндрические, гладкие, в верхней части короткоразветвлённые. Молодые побеги железистые, опушённые. В нижней части стебля могут образовываться придаточные корни.
Листья супротивные, лопатчатой формы, 5—8 см длиной и 3—7,5 см шириной, с пильчато-зубчатым краем, в заострённым концом, с тупым основанием, тёмно-зелёного цвета, иногда слабо опушённые. Черешки 2—4 см длиной, коричневые.
Корзинки 5—6 мм в диаметре, собраны в щитковидные общие соцветия до 10 см в поперечнике на концах веточек. Цветки по (10)50—70 в корзинке, венчик трубчатый, пятилопастный, белого цвета.
Семянки 1,5—2 мм длиной, черноватые, в сечении пятиугольные и пятиребристые, с белым хохолком из 10 щетинок около 4 мм длиной, часто легко отпадающим.
Смертельно ядовитое растение для лошадей, несъедобно для рогатого скота.

## Распространение
Естественный ареал растения — Центральная Мексика.
В XIX веке завезено во многие регионы мира как декоративное растение, в настоящее время широко распространено в Южной и Юго-Восточной Азии, Нигерии, Австралии, Новой Зеландии, на многих островах Тихого океана.
В Австралию агератина интродуцирована около 1900 года, начала натурализоваться в 1930-х годах, в последующие десятилетия быстро расширяя ареал.
К 1935 году агератина изредка отмечалась одичавшей в Калифорнии.

## Таксономия

### Синонимы
- Eupatorium adenophorum Spreng., 1826basionym
- Eupatorium glandulosum Kunth, 1818, nom. illeg.
- Eupatorium pasadenense Parish, 1900